# Kristijan V. Danski
Kristijan V., danski in norveški kralj, vojvoda Schleswiga, * 15. april 1646, Flensburg, † 25. avgust 1699, Kopenhagen.
Kristijan V. je bil prvi danski kralj, ki je prišel na prestol kot absolutni vladar. Danski je želel priboriti nazaj ozemlja, ki jih je izgubila pod njegovima predhodnikoma, a ni imel sposobnosti realne politične presoje in pri tem ni bil uspešen. V štiriletni skanijski vojni s Švedi je sicer imel nekaj uspehov, a velike evropske sile, zlasti Francija pod Ludvikom XIV., niso dopustile spremembe meja. Tudi cesarskega mesta Hamburg mu ni uspelo podrediti.

## Mladost
Kristijan se je rodil kot prvi sin danskega princa Friderika (ko ta še ni bil prestolonaslednik) in njegove žene Zofije Amalije, hčerke Jurija, vojvode Braunschwig-Calenberg. Eno leto kasneje, ko je umrl očetov starejši brat, je oče postal prestolonaslednik in po smrti Kristijana IV. tudi danski in norveški kralj (1648).
Kot verjetni prestolonaslednik je Kristijan odšel v spremstvu dvorjana Christofferja Parsberga na dolgo potovanje po Holandski, Angliji in Franciji. Na dvoru mladega francoskega kralja Ludvika XIV. je lahko videl, kako se v najbolj blesteči izpeljavi absolutizma svet vrti okrog kralja, ki je prepričan, da mu je oblast dana od Boga. 
Na očetovem dvoru je bil tedaj med najbolj zaupnimi kraljevimi uradniki Peder (Peter) Schumacher, ki je imel velik vpliv na dansko zakonodajo; leta 1661 je sestavil kraljevi zakon, kongeloven, ki je bil objavljen leta 1665. Z njim je postala Danska edina dežela, ki je imela absolutizem vnesen v svoj temeljni zakon. Avgusta 1665 je bil Kristijan v Kopenhagnu proglašen za dediča danskega in julija 1666 za dediča norveškega prestola. Le malo preden je postal kralj, so ga vključili v kraljevi svet.

## Nastop vladanja
Takoj po očetovi smrti (1670 je Kristijan, triindvajsetleten, kot absoluten monarh stopil na danski in norveški prestol. Bil je prvi dedni dansko-norveški kralj. Ob njegovem kronanju je Danska-Norveška dobila novo dragoceno krono in nov ceremonialni meč. Takoj po nastopu je odstavil vplivnega očetovega osebnega sekretarja Kristoferja von Gabla in ga zamenjal s Friderikom iz Ahlefeldta, ki je izhajal iz holsteinskega plemstva. Pedra Schumacherja je povzdignil na mesto glavnega osebnega sekretarja in mu podelil naslov grofa iz Griffenfelda.
Kristijan je, kot njegov oče, skušal  zmanjšati vpliv plemstva tako, da je meščanom omogočal dostop do državnih uradov; povzdignil jih je v privilegiran položaj in zanje vpeljal poseben grofovski naslov. Po Schumacherjevem nasvetu je ustanovil njim namenjen danski red za zasluge (Dannebrogorden).
Schumacher iz Griffenfelda je leta 1674 postal državni kancler in se osredotočil na zunanjo politiko Danske, ki si je želela povrniti leta 1658 (po vojni s Švedsko) izgubljene province Skanija (Skåne), Halland in Blekinge. Zavzemal se je za politiko povezovanja s Francijo in svaril pred ponovno vojno s Švedsko. A s svojimi predlogi ni prodrl. Potem ko se je Švedska že spustila v vojno z brandenburškim vojvodo, je Kristijan leta 1675 Švedski napovedal vojno.
Griffenfeldovi zavistni nasprotniki so ga začeli obtoževati sodelovanja s Francozi. Marca 1676 so ga zaprli. A v njegovi korespondenci niso našli sledu izdaje, razen opombe v njegovem osebnem dnevniku, da je kralj v pogovoru z nekim odposlancem »govoril kot otrok«. Maja so ga pred posebnim tribunalom obdolžili simonije, podkupovanja in žaljenja kralja in ga obsodili na obglavljenje ter izgubo premoženja in imena. Tik pred izvedbo je kralj sodbo spremenil v dosmrtno ječo. Do leta 1698 je Schumacher živel v osamljenosti, ko so ga malo pred smrtjo izpustili.
Kristijan se je odločil, da bo odtlej vodil politiko sam. Vendar ni bil dovolj razgledan in ni imel pravega občutka za politiko. Bil je hraber, a ne tako dober vojskovodja. S Švedi se je v skanijski vojni (1675—79) bojeval v spornih provincah na kopnem in na morju s spremenljivo bojno srečo. Istočasno je potekala vojna med Francijo in Nizozemsko, ki se je končala z mirom v Nijmeganu, v katerem je glede mej obveljalo načelo status quo. To načelo je pod vplivom Francozov, švedskih zaveznikov, obveljalo tudi v miru v Lundu (septembra 1679), ki je končal skanijsko vojno. Čeprav so imeli Danci podporo skanijskega prebivalstva, so se morali provinci odreči. Takoj po koncu vojne se je Kristijanova sestra Ulrika Eleonora poročila s švedskim kraljem Karlom XI.
Kot nekoristni so se pokazali tudi drugi Kristijanovi poskusi, da bi Danski priboril ozemlja, ki jih je nekoč posedovala.
Danski kralji niso priznavali Hamburgu statusa svobodnega cesarskega mesta, ker so menili, da je del njihove vojvodine Holstein. Že večkrat so si ga neuspešno skušali podrediti s silo. Priložnost se je Kristijanu pokazala spet, ko so se  leta 1684 meščani uprli oligarhičnemu senatu mesta in pregnali župana. Župan se je zatekel v Celle, kjer je dobil pomoč lüneburškega vojvode. Ta je s svojo vojsko začel oblegati Hamburg. Kristijan je priskočil na pomoč upornikom. Pripeljal je vojsko 16.500 mož in iz ladij začel obstreljevati mesto. A meščani so prekinili upor, sprejeli pomoč Lüneburga in Brandenburga in Kristijan je moral  načrt zavzetja opustiti. Po pogodbi iz Altone (1689), sklenjeni ob posredovanju velikih sil, se je moral umakniti tudi iz gottorfskih ozemelj v vojvodinah Schleswig in Holstein, ki jih je zavzel leta 1684. Po poravnavi v Hamburgu (1693) pa se je moral odpovedati tudi zavzetju vojvodine Saška-Lauenburg.
V Kristijanovem času so dotlej veljavne pravne rede v nekaterih danskih provincah (jutlandsko, skanijsko, zelandsko pravo) nadomestil z novim danskim zakonom  (Danske Lov). Podobno so naredili na Norveškem (Norske Lov). Uvedli so tudi zemljiško knjigo, s katero so poskušal določiti vrednost zemljišč v združeni monarhiji, da bi vzpostavili pravičnejšo obdavčitev. Gospodarstvo je še povečalo izvoz govedi, ki je v velikih čredah prihajala po »volovski poti« na trge severne Nemčije. V znanosti se je uveljavil astronom Ole Christensen Rømer. Kristijan je znanost podpiral, čeprav sam ni veljal za posebno izobraženega. V svojih spominih je kot svoje interese navedel predvsem fizične dejavnosti, jahanje, lov in bojevanje.

## Družina
Kristijan se je leta 1667 poročil s Šarloto Amalijo (1650—1714), hčerko hessensko-kasselskega grofa Viljema VI. Imela sta naslednje otroke:
- Friderik IV. (1671—1730), danski in norveški kralj
- Krisitjan (1672—1673)
- Kristijan (1675—1695)
- Zofija Hedvika (1677—1735)
- Kristina Šarlota (1679—1689)
- Karel (1680—1729)
- Viljem (1687—1705)

Kristijan je imel tudi pet nezakonskih otrok z Zofijo Amalijo Moth (1654—1719).